# Panamerikanische Spiele 2023/Taekwondo
Bei den Panamerikanischen Spielen 2023 in der chilenischen Hauptstadt Santiago de Chile fanden vom 21. bis 24. Oktober 2023 im Taekwondo 13 Wettbewerbe statt, davon je sechs bei den Männern und bei den Frauen und ein gemischter Wettbewerb. Die Einzelwettkämpfe teilten sich zudem auf zehn Wettbewerbe im Vollkontakt-Kampf (Kyorugi) und zwei Wettbewerbe im Formenlauf (Pumsae) auf. Austragungsort war das Contact Sports Center.

## Bilanz

### Medaillenspiegel
| Platz  | Land                       | Gold | Silber | Bronze | Gesamt |
| ------ | -------------------------- | ---- | ------ | ------ | ------ |
| 1      | Mexiko                     | 6    | 1      | 3      | 10     |
| 2      | Vereinigte Staaten         | 4    | 1      | 3      | 8      |
| 3      | Brasilien                  | 1    | 1      | 3      | 5      |
| 4      | Dominikanische Republik    | 1    | 1      | —      | 2      |
| 5      | Kanada                     | 1    | —      | 2      | 3      |
| 6      | Kolumbien                  | —    | 3      | 1      | 4      |
| 7      | Nicaragua                  | —    | 2      | —      | 2      |
| 8      | Argentinien                | —    | 1      | 3      | 4      |
| 9      | Chile                      | —    | 1      | 1      | 2      |
| 9      | Haiti                      | —    | 1      | 1      | 2      |
| 11     | Unabhängiges Athleten-Team | —    | 1      | —      | 1      |
| 12     | Puerto Rico                | —    | —      | 3      | 3      |
| 13     | Ecuador                    | —    | —      | 2      | 2      |
| 13     | Kuba                       | —    | —      | 2      | 2      |
| 15     | Panama                     | —    | —      | 1      | 1      |
| 15     | Peru                       | —    | —      | 1      | 1      |
| Gesamt | Gesamt                     | 13   | 13     | 26     | 52     |

### Medaillengewinner
Männer
| Disziplin                  | Gold                                                        | Silber                                                 | Bronze                                         | Bronze                                                     |
| -------------------------- | ----------------------------------------------------------- | ------------------------------------------------------ | ---------------------------------------------- | ---------------------------------------------------------- |
| Pumsae                     | William Arroyo                                              | Elian Ortega                                           | Luis Colon Hugo Del Castillo                   | Luis Colon Hugo Del Castillo                               |
| Fliegengewicht (bis 58 kg) | Brandon Plaza                                               | Lucas Guzmán                                           | Jhon Deivi Reyes Paulo Ricardo Melo            | Jhon Deivi Reyes Paulo Ricardo Melo                        |
| Federgewicht (bis 68 kg)   | Khalfani Harris                                             | Bernardo Pié                                           | Tae-Ku Park José Luis Acuña                    | Tae-Ku Park José Luis Acuña                                |
| Weltergewicht (bis 80 kg)  | Carl Nickolas                                               | Miguel Trejos                                          | Kelvin Calderón Lucas Ostapiv                  | Kelvin Calderón Lucas Ostapiv                              |
| Schwergewicht (über 80 kg) | Carlos Sansores                                             | Jonathan Healy                                         | Agustín Alves Marc-André Bergeron              | Agustín Alves Marc-André Bergeron                          |
| Mannschaft                 | BrasilienEdival Pontes Maicon de Andrade Paulo Ricardo Melo | ChileJoaquín Churchill Ignacio Morales Aarón Contreras | MexikoUriel Gómez Carlos Navarro Bryan Salazar | EcuadorAdrián Miranda José Carlos Nieto Julio César Arroyo |

Frauen
| Disziplin                  | Gold                                                                        | Silber                                                 | Bronze                                                    | Bronze                                               |
| -------------------------- | --------------------------------------------------------------------------- | ------------------------------------------------------ | --------------------------------------------------------- | ---------------------------------------------------- |
| Pumsae                     | Kaitlyn Reclusado                                                           | María Higueros                                         | Soo Lee Kim Arelis Medina                                 | Soo Lee Kim Arelis Medina                            |
| Fliegengewicht (bis 49 kg) | Daniela Souza                                                               | Andrea Ramírez                                         | Melina Daniel Giulia Sendra                               | Melina Daniel Giulia Sendra                          |
| Federgewicht (bis 57 kg)   | Skylar Park                                                                 | Maria Clara Pacheco                                    | Caitlyn Cox Carolena Carstens                             | Caitlyn Cox Carolena Carstens                        |
| Weltergewicht (bis 67 kg)  | Leslie Soltero                                                              | Ava Lee                                                | Kristina Teachout Claudia Gallardo                        | Kristina Teachout Claudia Gallardo                   |
| Schwergewicht (über 67 kg) | Madelynn Gorman-Shore                                                       | Gloria Mosquera                                        | Aliyah Shipman Victoria Heredia                           | Aliyah Shipman Victoria Heredia                      |
| Mannschaft                 | Dominikanische RepublikKatherine Rodríguez Madelyn Rodríguez Mayerlin Mejía | MexikoVictoria Heredia Fabiola Villegas Leslie Soltero | BrasilienCaroline Santos Maria Clara Pacheco Sandy Macedo | KubaArlettys Acosta Frislaidis Martínez Marlyn Pérez |

Mixed
| Disziplin  | Gold                             | Silber                             | Bronze                              | Bronze                           |
| ---------- | -------------------------------- | ---------------------------------- | ----------------------------------- | -------------------------------- |
| Mannschaft | MexikoWilliam Arroyo Soo Lee Kim | NicaraguaElian Ortega Ingrid Darce | Puerto RicoLuis Colón Arelis Medina | EcuadorMario Troya Katlen Jerves |